# Vaćani
Vaćani falu Horvátországban Šibenik-Knin megyében. Közigazgatásilag Skradinhoz tartozik.

## Fekvése
Šibenik központjától légvonalban 18, közúton 26 km-re északra, községközpontjától 10 km-re északnyugatra, Dalmácia középső részén, az 56-os számú főút mentén fekszik.

## Története
Vaćani területén már a kora középkorban ószláv település állt. Ezt bizonyítja a Laluše nevű régészeti lelőhelyen, a šibeniki múzeum munkatársainak vezetésével  2013-ban feltárt ószláv temető, melyet a 7. és a 10. század között használtak. A feltárt 14 sír közül a legfigyelemreméltóbb egy szarkofág volt két csontvázzal. Mellékletei között vasból kovácsolt kard, kés, sarkantyú és az ebből a korból ritka üvegtárgy került elő. A török 1522-ben foglalta el a környék várait, ezt követően főként Hercegovinából pravoszláv vallású lakosság telepedett itt meg. A török uralom a 17. század végén ért véget, mely után velencei uralom következett. 1797-ben a Velencei Köztársaság megszűnésével a Habsburg Birodalom része lett. 1806-ban Napóleon csapatai foglalták el és 1813-ig francia uralom alatt állt. Napóleon bukása után ismét Habsburg uralom következett, mely az első világháború végéig tartott. A településnek 1857-ben 164, 1910-ben 267 lakosa volt. Az I. világháború után rövid ideig az Olasz Királyság, ezután a Szerb-Horvát-Szlovén Királyság, majd Jugoszlávia része lett. 1991-ben lakosságának 70 százaléka horvát, 15 százaléka szerb volt. Szerb lakói csatlakoztak a Krajinai Szerb Köztársasághoz. A szerb felkelők a katolikus templomot  felrobbantották. 1995 augusztuséban a horvát hadsereg foglalta vissza a települést. A településnek 2011-ben 120 lakosa volt.

## Lakosság
| Lakosság változása | Lakosság változása | Lakosság változása | Lakosság változása | Lakosság változása | Lakosság változása | Lakosság változása | Lakosság változása | Lakosság változása | Lakosság változása | Lakosság változása | Lakosság változása | Lakosság változása | Lakosság változása | Lakosság változása | Lakosság változása |
| ------------------ | ------------------ | ------------------ | ------------------ | ------------------ | ------------------ | ------------------ | ------------------ | ------------------ | ------------------ | ------------------ | ------------------ | ------------------ | ------------------ | ------------------ | ------------------ |
| 1857               | 1869               | 1880               | 1890               | 1900               | 1910               | 1921               | 1931               | 1948               | 1953               | 1961               | 1971               | 1981               | 1991               | 2001               | 2011               |
| 164                | 246                | 200                | 206                | 242                | 267                | 290                | 312                | 352                | 347                | 308                | 244                | 222                | 200                | 124                | 120                |

## Nevezetességei
Páduai Szent Antal tiszteletére szentelt római katolikus temploma eredetileg 1973-ban épült. A homlokzata felett található harangtoronyban két harang volt található. A délszláv háború idején 1991-ben a falut elfoglaló szerb felkelők a templomot felrobbantották. A mai templomot a régi helyén építették 1998-ban. A templom körül temető található.